# Datex-M
Datex-M war ein paketvermittelter, verbindungsloser und Broadcast- bzw. Multicast-fähiger Dienst der  Deutschen Telekom für die LAN-zu-LAN-Kopplung mit Übertragungsraten von bis zu 140 Mbit/s. Das M stand für Multimedia oder Multi-Megabit; es handelte sich dabei um eine MAN-Technologie, die auf einem öffentlichen Netz in SMDS-Technik basierte. SMDS steht für switched multimegabit data service.
Das Akronym Datex steht für Data Exchange (Datenaustausch). Neben Datex-M betreibt bzw. betrieb die Deutsche Telekom auch Datex-P, Datex-L und Datex-J; bei letzterem handelt es sich um das ehemalige BTX.
Der Datex-M-Dienst der Telekom ermöglichte die breitbandige Datenübertragung mit Übertragungsraten von 2 Mbit/s bis zu 140 Mbit/s und optional synchrone Kanäle nach G.703 mit n × 64 kbit/s bis 2 Mbit/s. Das Datex-M-Netz war Hochgeschwindigkeits-Backbone für die LANs verteilter Firmenstandorte und wurde durch T-ATM und die Frame Relay und IP-Netze der Telekom abgelöst.
Datex-M war in verschiedenen Versionen verfügbar, unter anderem als Datex-M-Frame-Relay.
Siehe auch: Breitbandkommunikation